# Arnaldo Sialle
Arnaldo Adolfo Sialle (Rosario, Santa Fe, 21 de septiembre de 1965) es un exfutbolista y actual entrenador argentino que jugaba como defensor. Hoy en día cuenta con la particularidad de ser el técnico que más ascensos obtuvo del Torneo Federal A (antes llamado Torneo Argentino A) a la Primera Nacional, con 4 logrados, siendo director técnico de Independiente Rivadavia, Brown de Madryn, Talleres y Club Atlético Mitre.

## Trayectoria

### Como jugador
"Cacho" jugó para clubes como Central Córdoba de Rosario, Newell's Old Boys de la misma ciudad, y en el extranjero en clubes como Deportivo Irapuato en México o Caracas en Venezuela, donde se retiró regalándole su camiseta con el número 4 a Martín Gonzalo Arce alias "el chacho" que fue su personal trainer .

### Como entrenador

#### Independiente Rivadavia
Con el club mendocino logró el ascenso en la temporada 2006/07 del Argentino

#### Guillermo Brown
Tal vez fue un paso muy importante para el técnico, porque hacia unos años ascendía con Independiente y se empezaba a conocer su nombre por el interior. Logró el ascenso en 2011 después de ascender en segunda fase, obteniendo el primer ascenso al ganarle 2 a 0 a Huracán de Tres Arroyos.
Guillermo Brown le dio a Arnaldo Sialle la oportunidad de debutar como DT en Argentino A el día 21-08-05. hasta el 06-05-06 enfrentando a Huracán de Comodoro Rivadavia en el Estadio Raúl Conti de Puerto Madryn. El resultado, fue 2 a 0 a favor de Gmo Brown.
Posteriormente, dirigió a San Martín de Mendoza, Unión de Sunchales y recién ahí, recalo en Independiente de Mendoza.

#### Talleres de Córdoba
El 14 de noviembre de 2011, el día que “Cacho” dirigió su primer entrenamiento en Talleres, modificó para siempre su lugar en el planeta “T”.
Su imagen era la del tipo que condujo a Brown (PM) al 5-1 sobre Talleres en la Boutique, el 24 de abril de 2010. Histórico para sus dirigidos (el plan de tres delanteros), porque así se encaminaron al ascenso; inédito también para Talleres: nunca lo habían goleado así y eso lo dejaba al borde de la eliminación del nonanogonal, principio de otro fracaso que se consumó, tiempo después. El día que había sorprendido a Gustavo Coleoni, entonces DT de Talleres, quien había subestimado, como muchos, lo que ocurría en la Zona Sur. Para la temporada siguiente el equipo le renovó el contrato y pudo ya sacar a Talleres del Torneo Argentino A, donde había sufrido 4 años. Renovó su contrato apenas ascendió, y en toda su estadía en el club, cosechó el 62,5% de los puntos en juego, ganando más de la mitad de los partidos.
En 2013 se volvió el primer DT de Talleres en 15 años en superar los 50 partidos dirigiendo al club, además de superar más récords como la mayor cantidad de partidos seguidos ganados jugados como visitante (cinco consecutivos en el Argentino A perdiendo sólo cuatro partidos), o el de ser el tercer técnico con más de 2 años seguidos en el club, después de Ricardo Gareca y Marcos Saporiti.
El 10 de septiembre asumió como DT de Cipolleti en la cuarta fecha del Torneo Federal A luego de la salida de Domingo Perilli.
El día 1 de diciembre de 2014 firma contrato con el Club Atlético Atlanta con el gran desafío de ascender con urgencia de la primera B Metropolitana.

#### Deportivo Morón
El día lunes 13 de mayo de 2019 firma contrato con el Deportivo Morón por 1 año, para dirigirlo en el Nacional B.

## Clubes

### Como jugador
| Club            | País      | Año       |
| --------------- | --------- | --------- |
| Central Córdoba | Argentina | 1983-1984 |
| Newell's        | Argentina | 1985-1989 |
| Irapuato        | México    | 1989-1991 |
| Caracas         | Venezuela | 1993-1995 |

                                                                                                                                                                                                                                         En el año 1992 estuvo como jugador reserva de Newell´s Old Boys de Rosario.

### Como entrenador
| Club                         | País      | Año       |
| ---------------------------- | --------- | --------- |
| Guillermo Brown              | Argentina | 2004-2005 |
| San Martín de Mendoza        | Argentina | 2005-2006 |
| Unión de Sunchales           | Argentina | 2006      |
| Independiente Rivadavia      | Argentina | 2006-2008 |
| Guaraní                      | Paraguay  | 2009      |
| Guillermo Brown              | Argentina | 2009-2011 |
| Talleres                     | Argentina | 2012-2013 |
| San Martín de Tucumán        | Argentina | 2014      |
| Cipolletti                   | Argentina | 2014      |
| Atlanta                      | Argentina | 2015      |
| Mitre de Santiago del Estero | Argentina | 2016-2018 |
| Deportivo Morón              | Argentina | 2019      |
| Gimnasia de Jujuy            | Argentina | 2020-2021 |
| Gimnasia y Tiro              | Argentina | 2022      |
| Olimpo                       | Argentina | 2022-2023 |
| Comunicaciones               | Argentina | 2024      |
| Guillermo Brown              | Argentina | 2024      |

## Palmarés

### Como entrenador

#### Torneos nacionales
| Título             | Club                    | País      | Año     |
| ------------------ | ----------------------- | --------- | ------- |
| Torneo Argentino A | Independiente Rivadavia | Argentina | 2006/07 |
| Torneo Argentino A | Guillermo Brown         | Argentina | 2010/11 |
| Torneo Argentino A | Talleres (C)            | Argentina | 2012/13 |
| Torneo Federal A   | Mitre (SdE)             | Argentina | 2016/17 |